# DADA (revue)
Pour les articles homonymes, voir Dada.
Cet article concerne la revue dirigée par Tristan Tzara. Pour le mensuel d'art, voir Dada (revue).
DADA est une revue d'avant-garde dadaïste, dirigée depuis Zurich puis Paris, par le poète roumain Tristan Tzara. Elle compte sept numéros, publiés en six livraisons entre juillet 1917 et mars 1920. Les cinq premiers numéros sont publiés à Zurich puis, la revue suivant les déplacements de son directeur, les deux derniers numéros sont publiés depuis Paris.
Prenant le relais de Cabaret Voltaire, revue dirigée par Hugo Ball, les deux premiers numéros de Dada se présentent comme des « recueils littéraires et artistiques » accueillant des œuvres variées, issues des différentes avant-gardes européennes, dans une présentation soignée. C'est à partir de son troisième numéro, qui contient le « Manifeste Dada 1918 », que la revue change radicalement de ton et de format, pour devenir l'organe offensif du mouvement Dada. 

## Histoire

### Les numéros zurichois

#### DeCabaret VoltaireàDada, recueil littéraire et artistique(1916-1918)

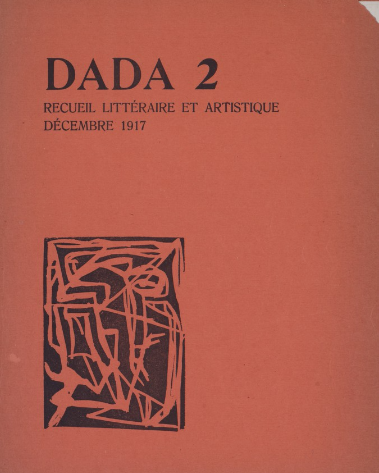
Couverture du numéro 2, ornée d'un bois de Marcel Janco

Dans l'éditorial de l'unique numéro de Cabaret Voltaire, Hugo Ball annonçait la volonté des dadaïstes de fonder une revue plus ambitieuse : « L'intention des artistes assemblés ici est de publier une revue internationale. La revue paraîtra à Zurich et portera le nom DADA, Dada Dada Dada Dada. », y écrit-il en 1916. Prenant tel qu'annoncé le relais de Cabaret Voltaire dont elle reprend la forme, la revue DADA paraît l'année suivante, en juillet 1917, avec des œuvres de Jean Arp, Marcel Janco, Oscar Lüthy et Otto Van Rees.
Les deux premiers numéros de la revue sont sous-titrés « recueil littéraire et artistique ». Dans une présentation soignée, ils accueillent des œuvres diverses et se présentent « comme le refuge des différentes avant-gardes européennes ». À cette heure, Dada se présente encore comme une synthèse de l'expressionnisme, du cubisme, du futurisme et des théories esthétiques de Kandinsky.
Fin 1917, Tristan Tzara, ayant reçu les premiers numéros de SIC demande à son directeur Pierre Albert-Birot s'il veut bien se charger de la diffusion de DADA à Paris, mais ce dernier refuse. En juin 1918, Tzara contacte Paul Dermée, en tant que principal collaborateur de Nord-Sud. À la demande de ce dernier, il accepte de le nommer « rédacteur en chef et représentant pour la France ». Ce faisant, il provoque des réactions hostiles de Pierre Reverdy, ainsi que d'André Breton et de ses amis, qui, à ce moment, reprochent à Dermée sa proximité avec Max Jacob. Étonné par ces réactions, et bien qu'il ne nourrisse aucune hostilité envers Dermée et Jacob, qu'il considère comme « un grand poète », Tzara ajourne son projet d'association et celui-ci n'aboutira pas.

#### Dada3 (décembre 1918)
À partir de son troisième numéro, en 1918, la revue devient un organe offensif du mouvement Dada. Ce numéro constitue « un tournant radical, repérable dans le format même de la revue. » 
« Il faut attendre le numéro 3 en décembre 1918 pour voir apparaître Dada tel qu'en lui-même », écrit François Buot, « la mention recueil littéraire et artistique a bien disparu, remplacée par directeur : Tristan Tzara. Dada 3 est un brûlot anarchiste à la typographie radicalement nouvelle ». En effet, « son format double, la couverture disparaît au profit d’une page de titre » sur laquelle se trouve une reproduction d’un bois gravé de Marcel Janco et une citation inscrite en diagonale et attribuée à Descartes, « Je ne veux même pas savoir s’il y a eu des hommes avant moi »,. Ce numéro contient surtout le Manifeste Dada 1918. En le lisant, Francis Picabia y perçoit une « communauté d’esprit entre ses propres expériences » et celles de Tzara, et rejoint le mouvement.

#### Éditions françaises et allemandes
Les numéros 3 et 4-5 existent en deux versions, l'une française, l'autre dite « allemande », en réalité mixte. Ce phénomène s'explique en raison des précautions à prendre à l'égard de la censure française en contexte de guerre. En 1918, Paul Dermée expliquait aux dadaïstes dans une lettre que pour être diffusée en France, il fallait que « ni la rédaction (même occasionnelle), ni l'illustration, ni l'administration de DADA n'ait d'attaches austro-allemandes ». Dans les éditions dites françaises, les œuvres d'artistes allemands sont remplacées par des œuvres d'artistes d'autres nationalités.

## Index des auteurs et artistes publiés
- Pierre Albert-Birot
- Guillaume Apollinaire
- Louis Aragon
- Maria d'Arezzo
- Céline Arnauld
- Théodore Baargeld
- Hugo Ball
- J. Baumann
- André Breton
- Gabrielle Buffet
- Francesco Cangiullo
- Gino Cantarelli
- Blaise Cendrars
- Giorgio de Chirico
- Jean Cocteau
- Arthur Cravan
- Robert Delaunay
- Paul Dermée
- Marcel Duchamp
- Paul Éluard
- Max Ernst
- Julius Evola
- Otto Flake
- Théodore Fraenkel
- Augusto Giacometti
- Ferdinand Hardekopf
- Raoul Haussmann
- Jakob van Hoddis
- Richard Huelsenbeck
- Vicente Huidobro
- Marcel Janco
- Matthew Josephson
- Wassilij Kandinsky
- Paul Klee
- Oscar Lüthy
- Man Ray
- Louise Marguerite
- Filippo Tommaso Marinetti
- Francesco Meriano
- L. Modigliani
- Nicola Moscardelli
- Max Oppenheimer
- Benjamin Péret
- Joan Pérez-Jorba
- Francis Picabia
- Pablo Picasso
- Ezra Pound
- Enrico Prampolini
- Raymond Radiguet
- Giuseppe Raimondi
- Adja van Rees
- Otto van Rees
- Hilla de Rebay
- Pierre Reverdy
- Georges Ribemont-Dessaignes
- Hans Richter
- André Roosvelt
- Rosemberg
- Bino San Miniatelli
- Erik Satie
- Alberto Savinio
- Camille Sbararo
- Christian Schad
- Kurt Schwitters
- Arthur Segal
- Walter Serner
- M. Slodki
- Philippe Soupault
- Sophie Taueber
- Tristan Tzara
- Alfred Vagts
- S. de Vaulchier
- Marius de Zayas